# Ballydehob
Ballydehob (irisch Béal an Dá Chab) ist ein Ort an der irischen Südwestküste im County Cork in der Provinz Munster. Ballydehob hatte bei der Volkszählung im Jahr 2022 345 Einwohner. Ballydehob liegt 12 km westlich von Skibbereen und 32 km östlich von Mizen Head, dem westlichsten Punkt Irlands bzw. 30 km östlich von Sheep’s Head mit dem Leuchtturm Fastnet Lighthouse.

## Geschichte
Zu Beginn der Bronzezeit (2200–600 v. Chr.) wurde in der Umgebung Ballydehobs wie in den nahe gelegenen Kupferminen am Mount Gabriel Kupfer abgebaut. Es gibt megalithische Zeugnisse aus dieser Zeit. In der darauf folgenden Ära errichteten eisenzeitliche Kelten Ringforts, um das Gebiet verteidigen zu können.
Bis ins Mittelalter kämpften verschiedene Clans um die Vorherrschaft in dieser Gegend. Schließlich wurden die McCarthys und die O’Mahonys die führenden Familien im südwestlichen Küstengebiet Irlands. Eine Reihe von mittelalterlichen Festungsbauten schützten den Küstenstreifen. Kilcoe Castle war das westlichste Bollwerk der McCarthys. Es ist heute das am besten erhaltene Bauwerk aus dieser Zeit in West-Cork. 
In der Zeit Elizabeths I. drangen im Jahr 1602 die Truppen George Carews in das Gebiet ein und vertrieben die aufständischen Clan-Chefs. Ihr Zug durch West-Cork wurde in der Pacata Hibernia von Sir Thomas Stafford beschrieben. Aber nicht nur diese vom Standpunkt der Eroberer aus geschriebene Schilderung beleuchtet die Kämpfe dieser Zeit, sondern auch das zeitgenössische Werk Historicae Catholicae Iberniae Compendium von Don Philip O’Sullivan, der von Irland nach Spanien geflohen war.
Im 17. Jahrhundert siedelten sich viele Protestanten aus England an der Küste an, aber auch hugenottische Flüchtlinge entkamen den Verfolgungen in Frankreich in kleinen Booten und landeten an der irischen Küste. Die Swantons aus Norfolk wurden bald die einflussreichste Familie in diesem Gebiet und im späten 18. Jahrhundert wurde der Ort in Swantons Town umbenannt. Die Verwendung dieses Namens ist bis zur Volkszählung des Jahres 1821 nachgewiesen.
In den 1820er Jahren begann der Kupferbergbau der bedeutendste Wirtschaftszweig in Ballydehob zu werden. Lord Audley eröffnete die Cappagh-Mine deren 20 Meter hohe Schornstein zum Rösten des Kupfererzes bis zum Februar 2002 existierte, als er durch einen Blitzschlag zerstört wurde. In dieser Zeit wurde in Ballydehob eine Station der Royal Irish Constabulary eingerichtet, sechs Jahre bevor London die erste Polizeistation bekam. In den 1840er Jahren war die Bevölkerung der Stadt auf 20.000 angewachsen. Schon bald dezimierte aber die Große Hungersnot in Irland die Bevölkerung. Tausende Einwohner starben oder wanderten über die Häfen der südlichen Küste Irlands in die Vereinigten Staaten aus. In Ballydehob schrumpfte die Bevölkerung nach 1841 um 42 %.
In den 1880er Jahren war das County Cork ein Zentrum der genossenschaftlich orientierten Landreform und in Ballydehob hielt die  Irish National Land League auf dem Platz, auf dem heute St. Brigit’s School steht, eine große Versammlung ab, bei der auch  Anna Parnell, die Schwester von Charles Stewart Parnell, eine Rede hielt.

## Verkehr

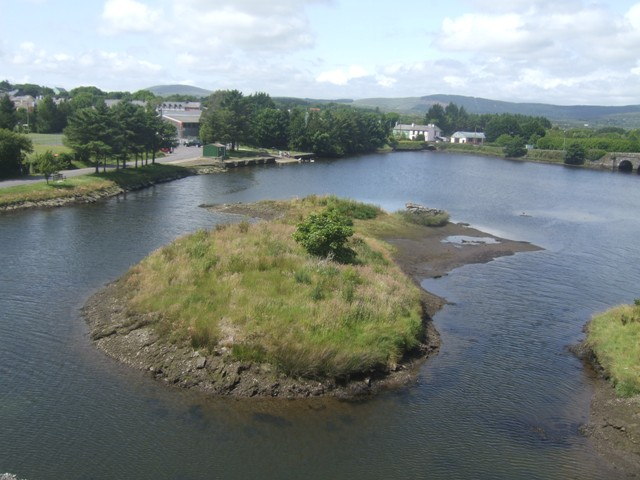
Innerer Teil des Ballydehob Ästuars

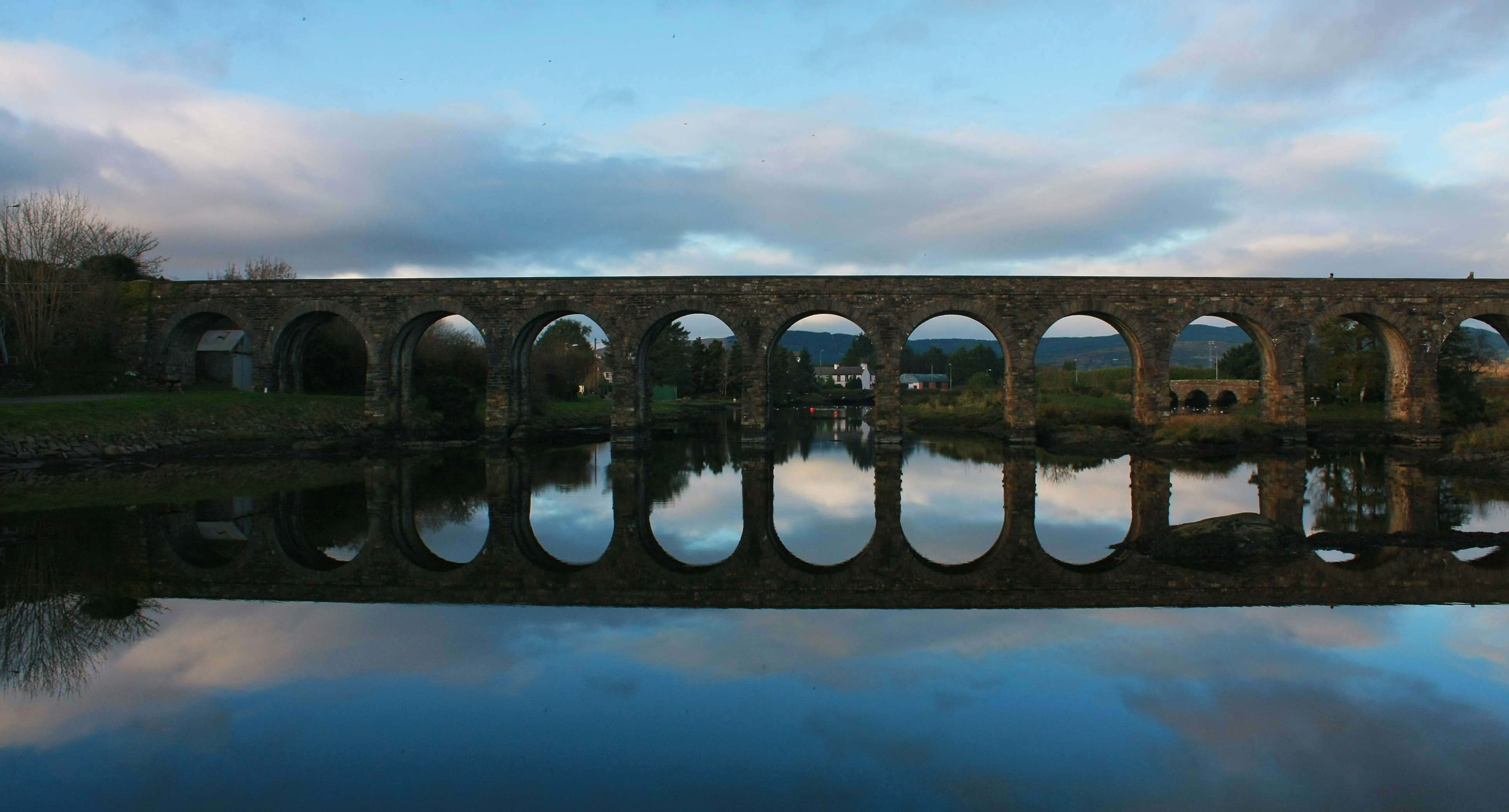
Ballydehob Viadukt

Am 6. September 1886 wurde der Bahnhof von Ballydehob mit einem großen Fest und zahlreichen Sportveranstaltungen eröffnet. Der Bahnhof lag an der Strecke der Schull and Skibbereen Railway, einer Schmalspurbahn, die zu dieser Zeit in dieser Gegend eine Geschwindigkeitsbegrenzung von 15 Meilen pro Stunde einzuhalten hatte. Eine steinerne Brücke mit 12 Bögen führte über das Mündungsgebiet des Flusses und dient heute als Touristenattraktion und Aussichtspunkt. Der Rückgang des Kupferbergbaus und Kohleknappheit führten zur Schließung der Strecke. Der letzte Eisenbahnzug rollte am 27. Januar 1947 durch den Ort. Der Bahnhof wurde am 1. Juni 1953 aufgelassen. 
Ballydehob liegt an der N71, einer National secondary road, die die Stadt Cork mit Killarney im County Kerry verbindet.

## Kultur
In den 1960er Jahren siedelten sich viele Künstler und Schriftsteller in Ballydehob an. Für einige Zeit gab es auch Hippie-Kommunen im Ort. Ein Haus wurde mit Blumen bemalt und war bald als das Flower House bekannt. 
Ballydehob beherbergt eine Reihe von jährlichen Festivals, die für Besucher nicht nur aus der Umgebung, sondern auch 
- Féile Átha Dá Chab ist ein Festival für traditionelle irische Volksmusik und Tänze, das im April stattfindet.[6]
- Ballydehob International Jazz Festival ist ein stets größer werdendes Jazz-Festival im Mai, an dem Musiker und Besucher aus der ganzen Welt teilnehmen.[7]
- Ballydehob Summer Festival feierte im Jahr 2009 sein 20-jähriges Bestehen. Es ist ein typisches Sommerfest für die Familien. In diesem Rahmen fand in den vergangenen Jahren auch das Ballydehob Traditional Boat Gathering statt.
- Ballydehob Old Time Threshing and Vintage Weekend ist ein Erntedankfest und feiert die traditionelle irische Landwirtschaft West-Corks im Oktober.

## Persönlichkeiten
Einer der bekanntesten Einwohner der Stadt war der Wrestler Danno Mahony. Er gewann am 30. Juni 1935 den Weltmeistertitel der National Wrestling Alliance in Boston durch einen Titelkampf gegen Jim Londos. Er war unter dem Beinamen "Irish Whip" (irische Peitsche) bekannt. Dieser Name stammte von einer von ihm entwickelten Wurftechnik. Im Zentrum von Balldehob existiert bis heute ein Pub mit dem Namen The Irish Whip. Mahony starb am 4. November 1950 bei einem Autounfall. Im Jahr 2000 wurde eine Bronzestatue Mahonys in Ballydehob aufgestellt.
Mitte der 1990er Jahre wurde das mittelalterliche Kilcoe Castle von dem Schauspieler Jeremy Irons erworben und zu Wohnzwecken renoviert.
Der in Berlin geborene Geologe Colin J. Campbell, der durch seine Arbeiten über das globale Ölfördermaximum (Peak Oil) bekannt wurde, lebt heute in Ballydehob.